# Petroica escarlata
La petroica escarlata (Petroica boodang) és un ocell de la família dels petròicids (Petroicidae).

## Hàbitat i distribució
Habita els boscos i zones més obertes al sud-oest d'Austràlia, i a l'est, des del sud-est de Queensland, cap al sud, a través de l'est i sud de Nova Gal·les del Sud fins Victòria i sud-est d'Austràlia Meridional, illa Kangaroo i Tasmània.